# Temporada 1976-77 de los Seattle SuperSonics
La temporada 1976-77 fue la décima de los Seattle SuperSonics en la NBA. La temporada regular acabó con 40 victorias y 42 derrotas, ocupando el octavo puesto de la conferencia Oeste, no logrando clasificarse para los playoffs.

## Elecciones en elDraft
| Ronda | Puesto | Jugador         | Posición | Nacionalidad   | Universidad/Club |
| ----- | ------ | --------------- | -------- | -------------- | ---------------- |
| 1     | 11     | Bob Wilkerson   | Alero    | Estados Unidos | Indiana          |
| 2     | 19     | Bayard Forrest  | Pívot    | Estados Unidos | Grand Canyon     |
| 2     | 29     | Dennis Johnson  | Base     | Estados Unidos | Pepperdine       |
| 8     | 134    | Norton Barnhill | Escolta  | Estados Unidos | Washington State |

## Temporada regular
| División Pacífico        | División Pacífico | División Pacífico | División Pacífico | División Pacífico | División Pacífico | División Pacífico | División Pacífico | División Pacífico |
| Equipo                   | G                 | P                 | %                 | PD                | Casa              | Fuera             | Div               |                   |
| ------------------------ | ----------------- | ----------------- | ----------------- | ----------------- | ----------------- | ----------------- | ----------------- | ----------------- |
| y-Los Angeles Lakers     | 53                | 29                | .646              | –                 | 37–4              | 16–25             | 11–5              |                   |
| x-Portland Trail Blazers | 49                | 33                | .598              | 4                 | 35–6              | 14–27             | 10–6              |                   |
| x-Golden State Warriors  | 46                | 36                | .561              | 7                 | 29–12             | 17–24             | 8–8               |                   |
| Seattle SuperSonics      | 40                | 42                | .488              | 13                | 27–14             | 13–28             | 6–10              |                   |
| Phoenix Suns             | 34                | 48                | .415              | 19                | 26–15             | 8–33              | 5–11              |                   |

## Estadísticas
| Rk | Jugador           | Edad | P  | PT | MP   | TC  | TCI  | %TC  | TL  | TLI | %TL  | RO  | RD  | RT  | AS  | RB  | TAP | BP | FP  | PTS  |
| -- | ----------------- | ---- | -- | -- | ---- | --- | ---- | ---- | --- | --- | ---- | --- | --- | --- | --- | --- | --- | -- | --- | ---- |
| 1  | Slick Watts       | 25   | 79 |    | 33.3 | 5.4 | 12.8 | .422 | 2.2 | 3.7 | .587 | 1.0 | 2.9 | 3.9 | 8.0 | 2.7 | 0.3 |    | 3.2 | 13.0 |
| 2  | Nick Weatherspoon | 26   | 51 |    | 29.5 | 5.5 | 12.0 | .461 | 1.7 | 2.7 | .632 | 2.1 | 5.8 | 7.9 | 1.0 | 1.0 | 0.5 |    | 2.9 | 12.8 |
| 3  | Fred Brown        | 28   | 72 |    | 29.1 | 7.4 | 15.5 | .479 | 2.3 | 2.6 | .884 | 0.9 | 2.3 | 3.2 | 2.4 | 1.7 | 0.3 |    | 1.9 | 17.2 |
| 4  | Leonard Gray      | 25   | 25 |    | 25.7 | 4.6 | 10.5 | .435 | 2.4 | 3.1 | .756 | 0.9 | 3.4 | 4.3 | 2.2 | 1.1 | 0.5 |    | 3.4 | 11.5 |
| 5  | Mike Green        | 25   | 76 |    | 25.4 | 3.8 | 8.7  | .441 | 2.2 | 3.1 | .706 | 2.5 | 4.1 | 6.6 | 1.6 | 0.6 | 1.7 |    | 2.6 | 9.8  |
| 6  | Bruce Seals       | 23   | 81 |    | 24.4 | 4.7 | 10.5 | .444 | 1.7 | 2.4 | .708 | 1.5 | 2.9 | 4.4 | 1.1 | 0.6 | 0.7 |    | 3.2 | 11.0 |
| 7  | Tom Burleson      | 24   | 82 |    | 22.0 | 3.5 | 8.0  | .442 | 2.7 | 3.7 | .731 | 2.2 | 4.5 | 6.7 | 1.1 | 0.9 | 1.4 |    | 3.2 | 9.7  |
| 8  | Willie Norwood    | 29   | 76 |    | 21.7 | 2.8 | 6.1  | .469 | 2.0 | 2.7 | .733 | 1.7 | 2.2 | 3.8 | 1.3 | 0.8 | 0.1 |    | 2.5 | 7.7  |
| 9  | Dennis Johnson    | 22   | 81 |    | 20.6 | 3.5 | 7.0  | .504 | 2.2 | 3.5 | .624 | 2.0 | 1.7 | 3.7 | 1.5 | 1.5 | 0.7 |    | 2.7 | 9.2  |
| 10 | Bob Wilkerson     | 22   | 78 |    | 19.9 | 2.8 | 7.3  | .386 | 1.1 | 1.6 | .689 | 1.2 | 2.1 | 3.3 | 2.2 | 0.9 | 0.1 |    | 1.7 | 6.7  |
| 11 | Mike Bantom       | 25   | 44 |    | 18.1 | 3.1 | 6.4  | .488 | 1.3 | 1.9 | .690 | 1.9 | 2.3 | 4.2 | 1.2 | 0.8 | 0.5 |    | 2.6 | 7.5  |
| 12 | Bob Love          | 34   | 32 |    | 14.1 | 1.4 | 3.8  | .372 | 1.3 | 1.5 | .872 | 0.8 | 1.9 | 2.7 | 0.7 | 0.4 | 0.1 |    | 1.6 | 4.1  |
| 13 | Frank Oleynick    | 21   | 50 |    | 10.3 | 1.6 | 4.5  | .363 | 0.8 | 1.1 | .736 | 0.3 | 0.6 | 0.9 | 1.2 | 0.3 | 0.1 |    | 1.0 | 4.0  |
| 14 | Dean Tolson       | 25   | 60 |    | 9.8  | 2.3 | 4.0  | .566 | 1.4 | 2.7 | .535 | 1.2 | 1.4 | 2.6 | 0.5 | 0.5 | 0.4 |    | 1.4 | 6.0  |
| 15 | Norton Barnhill   | 23   | 4  |    | 2.5  | 0.5 | 1.5  | .333 | 0.0 | 0.0 |      | 0.5 | 0.3 | 0.8 | 0.3 | 0.0 | 0.0 |    | 1.3 | 1.0  |